# Gonospora vertiginosa
Gonospora vertiginosa is een soort in de taxonomische indeling van de Myzozoa, een stam van microscopische parasitaire dieren. Het organisme komt uit het geslacht Gonospora en behoort tot de familie Urosporidae. Gonospora vertiginosa werd in 1944 ontdekt door H. Hoshide.